# Gornji Bušević (Federacja Bośni i Hercegowiny)
Gornji Bušević – wieś w Bośni i Hercegowinie, w Federacji Bośni i Hercegowiny, w kantonie uńsko-sańskim, w gminie Bosanska Krupa. W 2013 roku liczyła 30 mieszkańców, z czego większość stanowili Serbowie.